# Phùng Văn Khầu
Phùng Văn Khầu (1930-2021), là Đại tá pháo binh, Anh hùng lực lượng vũ trang nhân dân trong trận Điện Biên Phủ, có nhiều thành tích trên chiến trường đánh Mỹ, là người hùng chống tiêu cực trong thời bình.

## Quá trình hoạt động
Phùng Văn Khầu, dân tộc Nùng, sinh năm 1930 tại xã Đức Hồng, huyện Trùng Khánh, tỉnh Cao Bằng.
Năm 1940, ông thoát ly tham gia Việt Minh. Lúc ấy ông mới 10 tuổi. Năm 1949, ông nhập ngũ và được chọn vào binh chủng pháo binh.
Tháng 3 - 1954, ông tham gia đánh đồi E1 trong trận quyết chiến chiến lược Điện Biên Phủ. Đại đội của ông có 3 khẩu đội (mỗi khẩu đội 9 người) được cấp 3 khẩu sơn pháo 75 ly, mỗi khẩu nặng gần 500 kg, tầm bắn xa nhất là 6 km.
Chiều ngày 30 tháng 3 năm 1954, khẩu đội của ông được giao nhiệm vụ tiêu diệt 4 lô cốt địch tại đồi E1. Bằng 22 phát trúng mục tiêu bằng phương pháp ngắm bắn qua nòng pháo, khẩu đội của ông đánh sập cả bốn lô cốt, tiết kiệm được 8 viên đạn so với chỉ tiêu mà cấp trên giao. Ngày ngày 2 tháng 4 năm 1954, Đại đội của ông đưa 3 khẩu sơn pháo lên đồi E1, chiếm giữ điểm cao để yểm trợ các mũi tấn công của bộ binh.
Ngày 23 tháng 4 năm 1954, quân Pháp mở đợt phản công lớn nhằm chiếm lại đồi E1. Hỏa lực Pháp đánh sập hầm ngụy trang của 2 khẩu sơn pháo, 18 đồng đội của ông hy sinh và bị thương, chỉ còn 1 khẩu đội của ông là còn chiến đấu được. Sau một lúc, khẩu đội sơn pháo của ông cũng bị trúng hỏa lực địch, bị hy sinh hoặc bị thương gần hết, chỉ còn một mình một pháo, ông vẫn kiên cường bám vị trí, tự mình làm tất cả mọi công đoạn bắn (nạp đạn, chỉnh hướng, ngắm bắn), bắn trúng 4 khẩu pháo 105 ly và 2 khẩu đại liên Pháp, tạo điều kiện cho bộ binh xông lên chiếm lĩnh trận địa. Trong trận này ông đã lập công xuất sắc, góp phần tiêu diệt cứ điểm E1 của quân Pháp. Ông được phong tặng danh hiệu Anh hùng Lực lượng Vũ trang Nhân dân ngay sau khi chiến dịch Điện Biên Phủ kết thúc. Năm 1957, ông vinh dự được cử đi tham dự Đại hội Thanh niên và Sinh viên Thế giới lần thứ 5 tại Ba Lan.
Trong Kháng chiến chống Mỹ, ông đã tham dự những trận đánh lớn như Tà Cơn, Khe Sanh, Hạ Lào, Quảng Trị,...
Năm 1986, ông về hưu với quân hàm Đại tá, trú quán tại số 4 ngõ 24, phố Thanh Vị, phường Sơn Lộc, thị xã Sơn Tây, tỉnh Hà Sơn Bình (nay là phường Sơn Lộc, thị xã Sơn Tây, Hà Nội). Sau khi về hưu, ông vẫn tham gia các công tác xã hội và xông xáo trên mặt trận mới - chống tiêu cực.
Ông được xem là Người hùng chống tiêu cực trong thời bình.
Ông từ trần vào ngày ngày 25 tháng 8 năm 2021 tại nhà riêng ở Số 4/24 phố Thanh Vị, phường Sơn Lộc, thị xã Sơn Tây, Hà Nội, hưởng thọ 91 tuổi.